# Tour d'Inde
Le Tour d'Inde est une série de compétitions cyclistes disputées sous forme de course jour dans différentes villes d'Inde. La première édition date de 2010 et se court à Mumbai. Les autres années d'autres villes organisent des courses comme Nasik, Srinagar, Delhi et Jaipur. Tout au long de son histoire, la course prend différents noms comme Mumbai Cyclothon ou IFC International. Durant son existence, la course fait partie du calendrier UCI Asia Tour en catégorie 1.2.

## Palmarès

### Bombai
| Année | Vainqueur                    | Deuxième                          | Troisième       |
| ----- | ---------------------------- | --------------------------------- | --------------- |
| 2010  | Juan José Haedo              | Dirk Müller                       | Tobias Erler    |
| 2011  | Robert Hunter                | Elia Viviani                      | Jonathan McEvoy |
| 2012  | Nawuti Liphongyu             | Nikita Panassenko                 | Matthias Plarre |
| 2013  | Nur Amirul Fakhruddin Mazuki | Mohamed Zulhilmi Afif Ahmad Zamri | Sachin Kumar    |

### Nasik
| Année | Vainqueur    | Deuxième      | Troisième  |
| ----- | ------------ | ------------- | ---------- |
| 2011  | Elia Viviani | Robbie McEwen | Tayler Day |

### Srinagar
| Année | Vainqueur         | Deuxième           | Troisième             |
| ----- | ----------------- | ------------------ | --------------------- |
| 2012  | Ahmed Al Mansoori | Thomas John Naveen | Sarawut Sirironnachai |

### Delhi
| Année | Vainqueur             | Deuxième                     | Troisième       |
| ----- | --------------------- | ---------------------------- | --------------- |
| 2012  | Nikita Panassenko     | Matthias Plarre              | Abdullo Akparov |
| 2013  | Mohd Nor Umardi Rosdi | Nur Amirul Fakhruddin Mazuki | Sat Bir Singh   |

### Jaipur
| Année | Vainqueur               | Deuxième         | Troisième          |
| ----- | ----------------------- | ---------------- | ------------------ |
| 2013  | Anwar Azis Muhd Shaiful | Sangamesh Talwar | Abhinandan Bhosale |